# محطة كوم أمبو للطاقة الشمسية
محطة كوم أمبو للطاقة الشمسية هي محطة إنتاج كهربا بواسطة ألواح كهروضوئية وسجلت تكلفة إنشاء المحطة 200 مليون دولار. وتمت أعمال تمويل وتطوير المحطة بناء توقيع شركة أكوا باور ومقرها المملكة العربية السعودية اتفاقية إتفاقية شراء الطاقة شمسية بقدرة 200 ميجاوات مع الحكومة المصرية. حيث قامت شركة أكوا بتمويل وتطوير وبناء وتشغيل محطة كوم أمبو للطاقة الشمسية الكهروضوئية. على أن تكتمل أعمال بناء محطة الطاقة الشمسية بحلول الربع الأول من عام 2021. وتم تقدير أن منشأة الطاقة الشمسية ستولد ما يكفي من الطاقة النظيفة لتلبية الطلب السنوي لـ 130,000 منزل في المنطقة. وستعمل محطة الطاقة الشمسية الجديدة على منع 280 ألف طن من انبعاثات الكربون سنويًا.
تم توقيع اتفاقية شراء الطاقة (PPA)على أساس أن الشركة المصرية لنقل الكهرباء (EETC)، وهي الشركة التي توفر مرافق الكهرباء في مصر، ستشتري الإنتاج بسعر 0.02756 دولار للكيلوواط ساعة. ويأتي دعم هذا المشروع من وكالة التنمية الفرنسية (AFD) والوكالة اليابانية للتعاون الدولي (Jica).

## الإختبارات والتشغيل
- في أبريل من عام 2019، بدءت هيئة الطاقة الجديدة والمتجددة أعمال إختبارات وربط محطة كوم أمبو للطاقة الشمسية حيث عملت على ربط 26 ميجاوات من طاقة المحطة بالشبكة المحلية.[7][8][9]